# Katoličko Selišće
Katoličko Selišće falu Horvátországban, Sziszek-Monoszló megyében. Közigazgatásilag Velika Ludinához tartozik.

## Fekvése
Sziszek városától légvonalban 25, közúton 35 km-re északkeletre, községközpontjától 4 km-re északkeletre fekszik.

## Története
Területe már a 13. században lakott volt. Határában állt Jelengrad, azaz Szarvaskő vára, mely a 13. században épült, de csak a 15. században említik először. A Csupor családé, majd a 15. század végétől az Erdődyeké volt. A 16. században elfoglalta a török. Ezután elveszítette jelentőségét és pusztulásnak indult. Katoličko Selišće valószínűleg a török kiűzése után a 17. században népesült be.
A község falvaihoz hasonlóan fejlődése Mária Terézia uralkodása idején gyorsult fel. 1773-ban az első katonai felmérés térképén „Dorf Szelische” alakban szerepel. A 19. század elején rövid ideig francia uralom alá került, majd ismét a Habsburg Birodalom része lett. Az Osztrák-Magyar Monarchia idején egyike volt a birodalom más területeiről idegen lakossággal leginkább betelepített falvaknak. Az itteni cseh közösségnek művelődési központja, iskolája is volt.
A falunak 1857-ben 206, 1910-ben 463 lakosa volt. Belovár-Kőrös vármegye Krizsi, majd Kutenyai járásához tartozott. 1918-ban az új szerb-horvát-szlovén állam, majd később Jugoszlávia része lett. A II. világháború idején a Független Horvát Állam része volt. A háború után a béke időszaka köszöntött a településre, enyhült a szegénység és sok ember talált munkát a közeli városokban. A falu 1991. június 25-én a független Horvátország része lett. 1993-ban Sziszek-Monoszló megyén belül megalakult Velika Ludina község, melyhez a falu is tartozik. 2011-ben 156 lakosa volt.

## Népesség
| Lakosság változása | Lakosság változása | Lakosság változása | Lakosság változása | Lakosság változása | Lakosság változása | Lakosság változása | Lakosság változása | Lakosság változása | Lakosság változása | Lakosság változása | Lakosság változása | Lakosság változása | Lakosság változása | Lakosság változása | Lakosság változása |
| ------------------ | ------------------ | ------------------ | ------------------ | ------------------ | ------------------ | ------------------ | ------------------ | ------------------ | ------------------ | ------------------ | ------------------ | ------------------ | ------------------ | ------------------ | ------------------ |
| 1857               | 1869               | 1880               | 1890               | 1900               | 1910               | 1921               | 1931               | 1948               | 1953               | 1961               | 1971               | 1981               | 1991               | 2001               | 2011               |
| 206                | 196                | 280                | 344                | 388                | 463                | 485                | 503                | 464                | 454                | 439                | 354                | 260                | 226                | 177                | 156                |

## Nevezetességei

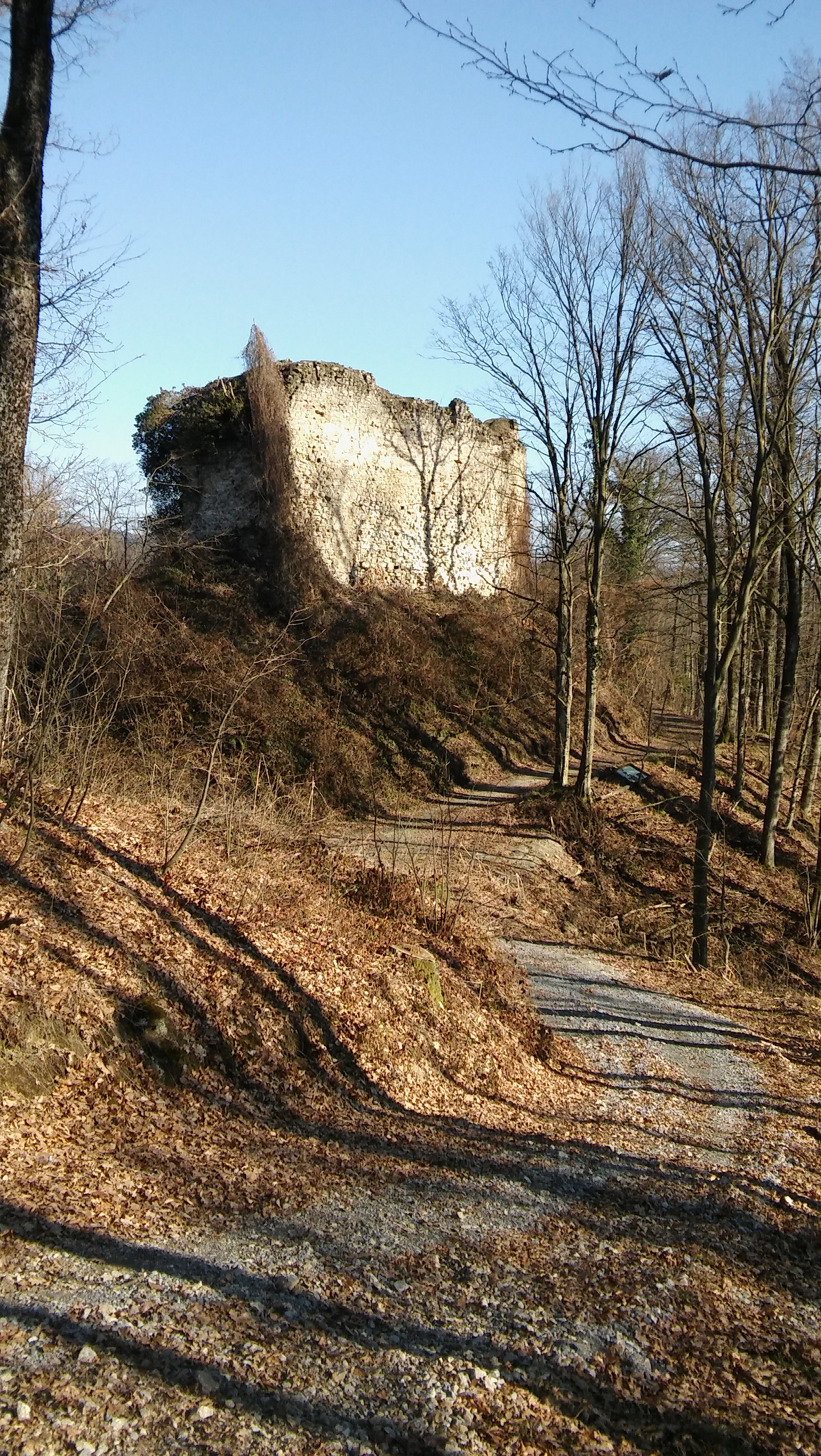
Szarvaskő várának romjai

A Gornja Jelenska és Katoličko Selišće közötti útról egy erdei úton majd egy onnan vezető erdei ösvényen közelíthető meg, Jelengrad, azaz Szarvaskő vára. Bár a várat a 13. században építették, írásos forrás Csupor György adománylevele csak 1460-ban említi először „Zarwaskw” alakban. A Csupor család birtoka volt, majd kihalásuk után 1493-ban II. Ulászló király Erdődy Bakócz Tamásnak adta. Ezután az Erdődyeké volt, de 1545-ben elfoglalta a török. Ezután elhagyatva pusztulásnak indult. Régészeti feltárása 2012-ben kezdődött, ekkor tisztították meg a területet a buja növényzettől. Az elnyújtott téglalap alaprajzú maradványok a Jelenska-patak felett, egy nyugat-keleti irányú hosszúkás platón találhatók. A falak ma is több méter magasan állnak. 

## Kultúra és oktatás
A településen alapiskola és közösségi ház működik.